# Akhnoor
Akhnoor è una città dell'India di 10.770 abitanti, situata nel distretto di Jammu, nel territorio del Jammu e Kashmir. In base al numero di abitanti la città rientra nella classe IV (da 10.000 a 19.999 persone).

## Geografia fisica
La città è situata a 32° 53' 60 N e 74° 43' 60 E e ha un'altitudine di 310 m s.l.m..

## Società

### Evoluzione demografica
Al censimento del 2001 la popolazione di Akhnoor assommava a 10.770 persone, delle quali 5.723 maschi e 5.047 femmine. I bambini di età inferiore o uguale ai sei anni assommavano a 1.198, dei quali 685 maschi e 513 femmine. Infine, coloro che erano in grado di saper almeno leggere e scrivere erano 8.228, dei quali 4.560 maschi e 3.668 femmine.